# Римский-Корсаков, Александр Яковлевич (генерал)
Александр Яковлевич Римский-Корсаков (не ранее 1754 — 14 [26] января 1814 или 1815) — генерал-майор, камергер; отец декабриста Г. А. Римского-Корсакова.

## Биография
Происходил из рода Римских-Корсаковых. В «Списке рода…» он указан сыном Якова Васильевича Римского-Корсакова (1735—1781) и Варвары Святославовны, урождённой Четвертинской. Однако по ревизским сказкам и другим документам он был сыном Якова Васильевича, братом Дмитрия Яковлевича.
Служил в лейб-гвардии Конном полку; 15 марта 1774 года был произведён из вахмистров в корнеты, 1 января 1777 года — в подпоручики, в январе 1778 года — в поручики, 1 января 1779 года — в секунд-ротмистры. В сентябре 1774 года был командирован к генерал-аншефу Панину, усмирявшему Пугачёва. В 1779 году был назначен полковником в Черниговский пехотный полк. В 1789 году вернулся в Конную гвардию; 9 мая 1789 года за привоз трофеев, отнятых у турок, был пожалован секунд-майором. В марте 1809 года он уже был генерал-майором — жена его, крестившая сына Марии Дмитриевны Ралль (урожд. Римской-Корсаковой), в метрической записи Спасской церкви в Москве от 6 апреля 1809 года была указана как жена генерал-майора Александра Яковлевича Корсакова.
Ещё в 1778 году он стал камер-юнкером; 12 февраля 1786 года был пожалован в «действительные камергеры» с «увольнением от службы» по случаю крещения великой княжны Марии Павловны. После Отечественной войны 1812 года безвыездно жил в своем рязанском поместье в селе Дмитриевский Боровок Раненбургского уезда, где и умер. От своей крепостной имел незаконных детей. По словам Е. П. Яньковой, был «прекрасный собой и человек очень богатый, но не из очень умных».

## Семья
Жена (с 28 января 1784 года) — Мария Ивановна Наумова (1764—08.07.1832), дочь камергера Ивана Григорьевича Наумова (1734—08.04.1792) от его брака с княжной Варварой Алексеевной Голицыной. В отличие от мужа, предпочитала жить с детьми в Москве, где дом её на Страстной площади считался одним из самых гостеприимных среди московских. По словам современницы, «была хороша собой, умна, ласкова, приветлива и великая мастерица устраивать пиры и праздники. Будучи богомольной, каждый день бывала в Страстном монастыре у обедни и утрени, куда отправлялась, когда возвращалась с бала, и, не снимая платья, в церкви стояла вся разряженная, в перьях и бриллиантах». Московская знакомая Пушкина, Вяземского и Грибоедова. 26 октября 1826 года устроила в честь Пушкина большой званый ужин. Похоронена в Пешношском монастыре (Дмитровский уезд).
В браке имела сыновей: Павел (1785—1812; убит), Дмитрий (13.04.1789— ?); Григорий (16.04.1793—1852), Сергей (01.11.1798—1883); и пять дочерей: Варвара (16.11.1784—1813; замужем за А. А. Ржевским, умерла от чахотки), Софья (21.10.1787—1868; замужем за А. А. Волковым), Наталья (23.01.1791—1848; замужем за Ф. В. Акинфовым), Екатерина (15.08.1800—1854; в первом браке замужем за А. П. Офросимовым; во втором — за композитором А. А. Алябьевым), Александра (06.03.1803—1860; замужем за князем А. Н. Вяземским).